# Daskabát
Daskabát település Csehországban, a Olomouci járásban. Daskabát Libavá, Velký Újezd, Přáslavice, Tršice és Doloplazy településekkel határos. Lakosainak száma 620 fő (2024. január 1.).

## Népesség
A település lakosságának változását az alábbi diagram mutatja:
| Lakosok száma | 370  | 469  | 552  | 583  | 660  | 591  | 597  | 606  | 608  | 620  |
|               | 1869 | 1890 | 1921 | 1950 | 1980 | 2001 | 2017 | 2019 | 2022 | 2024 |